# Fraser Kerr
Fraser Kerr (Rutherglen, 17 gennaio 1993) è un calciatore scozzese, difensore del Telford Utd.

## Caratteristiche tecniche
Difensore centrale, può giocare anche da terzino destro.

## Carriera

### Club
Nel luglio del 2009, Kerr è prelevato dal Birmingham City, che lo inserisce nelle giovanili. Nel 2012 la società inglese lo cede in prestito al Motherwell, dove si ritaglia un posto da titolare nella massima divisione scozzese. Conclusosi il prestito con il club di Birmingham, Kerr decide di restare al Motherwell, che lo compra a costo zero.

### Nazionale
Ha giocato nelle nazionali giovanili scozzesi Under-16, Under-17, Under-19 ed Under-21.